# Oswald Tschirtner
Oswald Tschirtner, né en 1920 à Perchtoldsdorf et mort le 20 mai 2007 à Klosterneuburg, près de Vienne (Autriche), est un dessinateur d'art brut autrichien.

## Biographie
Elevé par un oncle et une tante particulièrement dévots, Oswald Tschirtner manifeste très tôt son désir de devenir prêtre et est placé dans un séminaire sacerdotal à l’âge de dix ans. En 1939, il est enrôlé dans l’armée allemande et participe à la bataille de Stalingrad, au cours de laquelle il est opérateur radio, et qu'il quitte avec l'un des derniers départs de permissionnaires. Vers la fin de la guerre, il est fait prisonnier et interné dans un camp dans le Sud de la France. Libéré en 1946, il présente des troubles psychotiques. Diagnostiqué schizophrène, il est interné plusieurs fois à partir de 1947. En 1954, il est admis à l’hôpital psychiatrique Maria Gugging de Klosterneuburg, près de Vienne, qu'il ne quittera plus. C'est là qu'encouragé par le docteur Leo Navratil, il commence à dessiner à partir des années 1960. En 1981, il intègre la maison des artistes de Gugging.
Ses dessins au style minimaliste, à la limite de l’abstraction, sont réalisés à l'encre de chine sur papier, le plus souvent de petit format. Ils représentent pour la plupart des silhouettes de personnages asexués constitués de deux bras et d’une paire de jambes directement reliées à une tête. Le tronc et les extrémités des membres sont systématiquement occultés. Lorsque Tschirtner ne représente pas des personnages, les formes sont encore plus sobres, un paysage peut consister en une simple ligne, un animal en un simple point. Certains dessins, surtout les dernières années, sont relevés d'une couleur, rarement de deux. Il signe ses œuvres O.T.